# IHK Lahn-Dill

Sitz der IHK Lahn-Dill in Wetzlar

Die IHK Lahn-Dill ist die Industrie- und Handelskammer für den Lahn-Dill-Kreis sowie den Altkreis Biedenkopf als Teil des heutigen Landkreises Marburg-Biedenkopf. Hinzu kommen die Gemeinden Biebertal und Wettenberg des Landkreises Gießen. Die 2008 aus den IHKs Dillenburg und Wetzlar fusionierte IHK Lahn-Dill ist eine Körperschaft des öffentlichen Rechts. Ihr gehören 20.563 Mitglieds-Unternehmen an, darunter 6.027 im Handelsregister eingetragene Unternehmen (Stichtag 31. Dezember 2023).

## Wirtschaftsregion
Auf einer Gesamtfläche von 1.513 Quadratkilometern des Kammerbezirks der IHK Lahn-Dill leben 340.053 Einwohner (Stand 31. Dezember 2022). Der Gesamtraum ist von mittelständischem produzierendem Gewerbe geprägt. 40 Prozent der 121.760 Sozialversicherungspflichtig Beschäftigten finden hier, in der Industrie an Lahn und Dill, ihren Arbeitsplatz (Stichtag 30. Juni 2023). Im Jahresdurchschnitt 2023 boten allein die Industriebetriebe mit mehr als 50 Beschäftigten 32.481 Menschen in der heimischen Region einen Arbeitsplatz. Diese Betriebe haben bei einem Exportanteil von 43 Prozent einen Gesamtumsatz von 9,1 Mrd. Euro erwirtschaftet (Jahresbericht 2023).
Auf der Grundlage einer von großer Branchenvielfalt gekennzeichneten Industrie findet auch der Dienstleistungsbereich eine tragfähige Basis. 45.458 Menschen finden hier ihren Arbeitsplatz. Damit ist dieser Wirtschaftszweig noch vor dem Handel mit mehr als 25.000 Beschäftigen der zweitwichtigste Arbeitgeber der Region (Stichtag 30. Juni 2023).

## Geschichte

### Gründung der Handelskammer zu Dillenburg

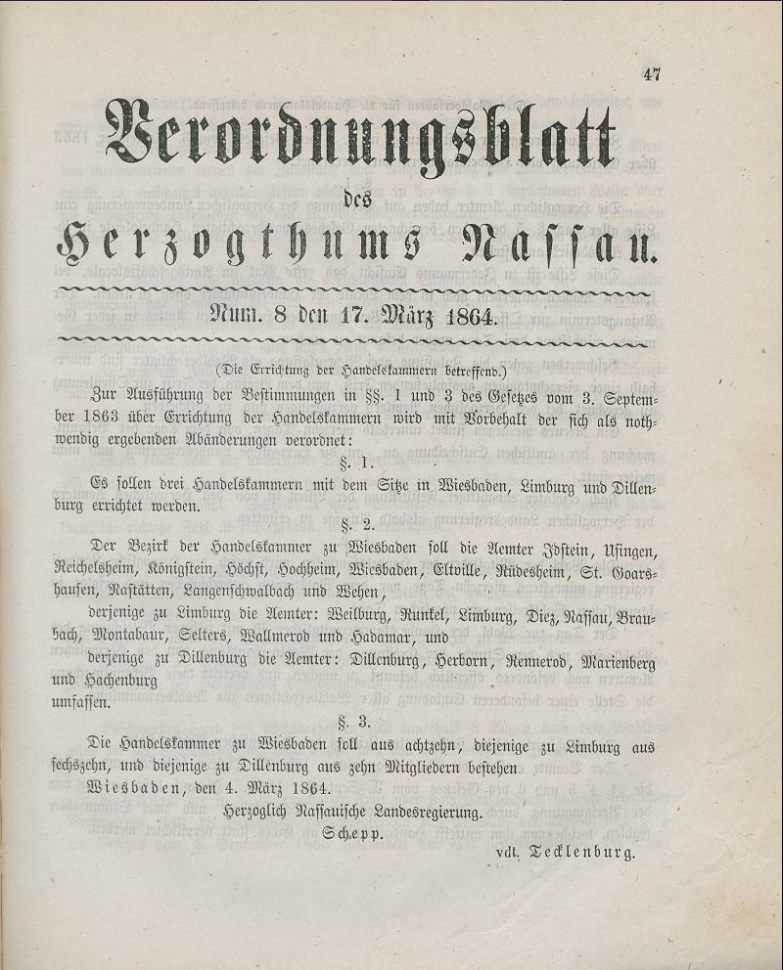
Verordnungsblatt des Herzogtums Nassau, 1864, S. 47

Durch Verordnung vom 3. September 1863 wurde flächendeckend für das Herzogtum Nassau die Errichtung von Handelskammern angeordnet. Sie sollten die Interessen des Handelsstandes wahren und die Landesregierung in allen Fragen des Handels und Verkehrs beraten. Eine weitere Verordnung vom 4. März 1864  bestimmte neben Wiesbaden und Limburg auch Dillenburg zum Sitz einer Handelskammer. Ihr Bezirk umfasste die Ämter Dillenburg, Herborn, Rennerod, Marienberg und Hachenburg. Nach den im Herbst 1864 durchgeführten Wahlen trafen sich die 10 gewählten Mitglieder am 23. Januar 1865 zur konstituierenden Sitzung und wählten den Hüttenbesitzer Johann Carl Grün zu ihrem ersten Vorsitzenden.
Nach Einführung der neuen preußischen Kreisordnung 1885 änderten sich auch die Grenzen des Kammerbezirks. 1890 wurde das frühere Amt Rennerod der Handelskammer Limburg zugewiesen; im Gegenzug kam der bis 1866 hessische Kreis Biedenkopf zu Dillenburg, ebenso wie einige Gemeinden aus dem ehemaligen Amt Selters/Ww., sodass der Kammerbezirk nun den Dillkreis, den Kreis Biedenkopf und den Oberwesterwaldkreis umfasste.

### Gründung der Handelskammer Wetzlar
Schwieriger gestaltete sich die Handelskammergründung in Wetzlar, dessen Kaufleute und Fabrikanten seit Beginn der 1870er Jahre eine eigene Handelskammer forderten. Ein Hindernis war die besondere verwaltungspolitische Situation, in der sich Stadt und Kreis Wetzlar befanden. Als Teil des Regierungsbezirks Koblenz und der Rheinprovinz wurden sie gedrängt, sich der Handelskammer Koblenz anzuschließen, mit der sie keinerlei gemeinsame wirtschaftliche Interessen verbanden. Um eine eigene Kammer zu bilden, war das Gebiet nach Ansicht des zuständigen preußischen Handelsministers zu klein. Erst nachdem sich die Wetzlarer Unternehmen zu außergewöhnlich großen finanziellen Opfern verpflichtet hatten, lenkte er ein. Am 4. Oktober 1900 fanden die Wahlen zur Handelskammer Wetzlar statt, und am 12. d. M. kamen die 12 Mitglieder zu ihrer konstituierenden Sitzung im Kreishaus zusammen. Zum Vorsitzenden wurde Eduard Kaiser, Generaldirektor der Buderus’schen Eisenwerke, gewählt. Anders als die Handelskammer zu Dillenburg, die sich bis 1919 mit einem nebenamtlichen Sekretär begnügte, beschäftigte die Handelskammer Wetzlar von Anfang an einen hauptamtlichen Syndikus.

### Getrennte Wege
Die regelmäßigen Forderungen des preußischen Handelsministers nach einem Zusammenschluss kleiner Handelskammern zu starken Einheiten wurden 1917 erstmals in die Form eines Gesetzentwurfs gegossen, der auch nach Kriegsende wie ein Damoklesschwert über den kleinen Handelskammern schwebte. Als Reaktion schlossen sich Dillenburg, Wetzlar und weitere kleine Handelskammern, die seit 1. April 1924 in Preußen offiziell Industrie- und Handelskammer (IHK) hießen, zur „Interessengemeinschaft kleinerer und mittlerer Handelskammern“ zusammen, um ihre Interessen in der absehbaren Neuordnung der Kammerlandschaft zu verteidigen. Aufhalten ließ sich die Entwicklung jedoch nicht. Um einer drohenden Zwangsfusion zu entgehen, schloss sich die IHK Wetzlar, die wirtschaftlich zum Rhein-Main-Gebiet tendierte, mit Wirkung vom 1. Januar 1931 der IHK Frankfurt a. M.-Hanau an. Die IHK Dillenburg fusionierte gleichzeitig mit den Kammern Siegen und Olpe, mit denen sie ohnehin durch ähnlich gelagerte Interessen verbunden war, zur IHK Siegen-Olpe-Dillenburg. Beide bestanden als Bezirksstellen mit einem eigenen Präsidium und unveränderten Bezirksgrenzen bis zur formalen Auflösung der Industrie- und Handelskammern und ihrer Überführung in die Gauwirtschaftskammern 1942 weiter.

### Neubeginn und Fusion
Unmittelbar nach der Besetzung Dillenburgs und Wetzlars am 28. bzw. 29. März 1945 und damit vor der Kapitulation der deutschen Wehrmacht am 7. Mai formierten sich die Industrie- und Handelskammern Dillenburg und Wetzlar in ihren alten Kammergrenzen neu. Die jeweiligen Präsidenten wurden zunächst von der amerikanischen Militärregierung eingesetzt. Erst im April 1947 fanden wieder freie Kammerwahlen statt.
Trotz der von allen Seiten anerkannten Leistungen der Industrie- und Handelskammern beim Wiederaufbau entzog im Mai 1946 das großhessische Staatsministerium auf Anweisung der amerikanischen Militärregierung den hessischen Industrie- und Handelskammern ihre öffentlich-rechtliche Funktion. Einen Monat später ergingen dazu detaillierte Ausführungsrichtlinien, die die Industrie- und Handelskammern zu freien Vereinigungen von Gewerbetreibenden mit freiwilliger Mitgliedschaft erklärten. Während in den anderen Bundesländern die Industrie- und Handelskammern ihren öffentlich-rechtlichen Status sukzessive zurückerhielten, blieb er ihnen in Hessen verwehrt. Erst das Bundesgesetz über die vorläufige Regelung des Rechts der Industrie- und Handelskammern vom 18. Dezember 1956 machte sie wieder zu Körperschaften des öffentlichen Rechts. Um eine effizientere Arbeit im Interesse ihrer Mitglieder zu erreichen, suchten die hessischen Industrie- und Handelskammern jenseits eines Zusammenschlusses nach neuen Formen der Kooperation. Als Folge davon kam es zu einer stärkeren Aufgabenteilung und zu einer Konzentration von Arbeitsfeldern bei einzelnen Industrie- und Handelskammern. Besonders eng entwickelte sich die Zusammenarbeit zwischen Dillenburg und Wetzlar. Seit 1997 gab es ein gemeinsames Mitteilungsblatt und seit Januar 1998 teilten sich beide Kammern einen gemeinsamen Hauptgeschäftsführer, gefolgt von der Zusammenlegung weiterer Abteilungen. Die positiven Erfahren mit dieser „Konföderation“ bewogen beide Kammern, sich zum 1. Januar 2008 zur „Industrie- und Handelskammer Lahn-Dill“ mit einem Doppelsitz in Dillenburg und Wetzlar zusammenzuschließen.

## Organisation
Die IHK Lahn-Dill gehört zu den 79 Industrie- und Handelskammern in Deutschland, die den Dachverband die Deutsche Industrie- und Handelskammer tragen. Von allen Mitgliedern direkt gewählte Unternehmensvertreter legen in der Vollversammlung die Inhalte und Richtlinien der Arbeit fest. In weiteren Fachausschüssen und Arbeitskreisen bringen sich Unternehmensvertreter ein, um gemäß den Leitzielen der IHK die Wettbewerbsfähigkeit der Wirtschaftsregion zu stärken. 1.000 ehrenamtliche Prüfer aus den Mitgliedsfirmen und beruflichen Schulen sorgen für das reibungslose Funktionieren der dualen Berufsausbildung vor Ort. 50 hauptamtliche Mitarbeiter setzen die gesetzlichen Vorgaben und Beschlüsse der ehrenamtlichen Gremien in der täglichen Arbeit um.
Neben den gesetzlichen Vorschriften des Bundes (IHK-Gesetz) und des Landes (insbesondere das Hessische Ausführungsgesetz zum IHK-Gesetz) bildet das eigene Satzungsrecht die Grundlage der Arbeit der IHK Lahn-Dill. Im Gesetz ist dabei geregelt, dass der ausschließlichen Beschlussfassung durch die IHK-Vollversammlung die Satzung, die Wahlordnung, die Beitragsordnung und auch die Gebührenordnung unterliegen. Das IHK-Gesetz regelt weiter, dass diese Beschlüsse der Vollversammlung der Genehmigung des Landes bedürfen, das die Rechtsaufsicht über die Industrie- und Handelskammern hat.
Ebenso sind die Beitragspflichten der Mitglieder gesetzlich geregelt, dabei findet die Leistungsfähigkeit der Unternehmen entsprechende Berücksichtigung. So kann eine Vielzahl kleiner Unternehmen die Leistungen der IHK beitragsfrei in Anspruch nehmen.
Die IHK Lahn-Dill vertritt als gesetzlich berufene Vertreterin das wirtschaftliche Gesamtinteresse aller Industrie-, Handels- und Dienstleistungsunternehmen im gesamten Kammerbezirk. Ihr obliegt die Förderung der gewerblichen Wirtschaft ihres Bezirks. Die IHK Lahn-Dill unterhält drei Geschäftsstellen in den Städten Dillenburg, Wetzlar und Biedenkopf.
Die Vollversammlung ist das oberste Organ der Industrie- und Handelskammer Lahn-Dill. Ihr gehören 45 direkt gewählte sowie fünf kooptierte Unternehmensvertreter an. Die ehrenamtlichen Mitglieder der Vollversammlung werden für fünf Jahre direkt gewählt, wobei jedes Unternehmen unabhängig von der Größe eine Stimme hat. Durch die Bildung von 6 branchenspezifischen Wahlgruppen und 3 Wahlbezirken wird gewährleistet, dass die Vollversammlung die Wirtschaftsstruktur des IHK-Bezirks und seine wirtschaftlichen und regionalen Besonderheiten widerspiegelt. Die Vollversammlung bestimmt die Richtlinien der IHK-Arbeit und beschließt über alle Fragen, die für die Mitgliedsunternehmen oder die Arbeit der IHK von grundsätzlicher Bedeutung sind. So verabschiedet die Vollversammlung alljährlich das Arbeitsprogramm sowie zu seiner Finanzierung den Wirtschaftsplan und setzt die IHK-Beiträge in der Wirtschaftssatzung fest.
Die Vollversammlung wählt aus ihrer Mitte den Präsidenten und die Vizepräsidenten und beruft den Hauptgeschäftsführer. Präsident der IHK Lahn-Dill ist seit 2022 Felix Heusler. Er vertritt die IHK Lahn-Dill gemeinsam mit dem Hauptgeschäftsführer Dietmar Persch. Das Präsidium besteht neben dem Präsidenten aus vier Vizepräsidenten. Das Präsidium bestimmt die Arbeitsschwerpunkte der IHK Lahn-Dill und bereitet die Beschlüsse der Vollversammlung vor.

### Aufgaben
Die drei Hauptaufgaben sind die Beratung für Unternehmen, die politische Interessenvertretung und die Erfüllung staatlicher Aufgaben in der Hand der Wirtschaft. Aus den übergeordneten Aufgaben der IHK folgt auch der Gedanke der Pflichtmitgliedschaft. Erst die Pflichtmitgliedschaft ermöglicht die unabhängige Beratung von Politik und Verwaltung, die Erfüllung staatlicher Aufgaben und die Vertretung des Gesamtinteresses der heimischen Wirtschaft.
Die IHK Lahn-Dill setzt sich für bessere Standortbedingungen ein, nimmt zahlreiche gesetzliche Aufgaben wahr und fördert Unternehmen mit unterschiedlichsten Dienstleistungen. Das Spektrum der Tätigkeitsfelder reicht von der Beratung der öffentlichen Verwaltung und der gesetzgebenden Körperschaften bis zu Gutachten für die Gerichte, von der Zuständigkeit für die kaufmännische und gewerbliche Berufsausbildung und die Weiterbildung bis zur individuellen Firmenbetreuung.
Als Selbstverwaltungsorgan und Interessenvertretung der Wirtschaft kommuniziert die IHK Lahn-Dill die Interessen der Mitgliedsunternehmen in die Öffentlichkeit und nimmt etwa durch Stellungnahmen Einfluss auf Gesetzgebungs- und Verwaltungsverfahren – von der Gemeinde bis hin zur EU.

### Geschäftsfelder
Die Arbeit der IHK Lahn-Dill gliedert sich in folgende Geschäftsfelder:
1. Standortpolitik
2. Starthilfe und Unternehmensförderung
3. Aus- und Weiterbildung
4. Innovation / Umwelt
5. International
6. Recht / Fair Play

## Selbstverständnis
Das Selbstverständnis ist in dem von der Vollversammlung verabschiedeten Leitbild festgeschrieben. Demnach vertritt die IHK Lahn-Dill das Gesamtinteresse ihrer Mitglieder und fördert die wirtschaftliche Entwicklung der Region auf Grundlage der sozialen Marktwirtschaft. Oberstes Leitziel der IHK Lahn-Dill ist es, die Wettbewerbsfähigkeit der Wirtschaftsregion Lahn-Dill zu stärken. Die Erreichung dieses Ziels muss sich jederzeit an den erreichten Verbesserungen und dem Vergleich mit anderen Regionen messen lassen. Die zentralen Aufgaben bestehen darin,
1. Die Soziale Marktwirtschaft zu stärken,
2. Die Herausforderungen des demografischen Wandels an zu nehmen und
3. Die Innovationskraft der Unternehmen zu stärken.

Die Wahrnehmung dieser Aufgaben konkretisiert sich in den jährlich von der Vollversammlung verabschiedeten Arbeitsschwerpunkten.

## Magazin: LahnDill Wirtschaft
Die LahnDill Wirtschaft ist das Magazin der Industrie- und Handelskammer Lahn-Dill. Mit ihr informiert die IHK Lahn-Dill ihre Mitgliedsunternehmen über das regionale und überregionale Wirtschaftsgeschehen. Die Druckausgabe erscheint sechs Mal jährlich. Die Druckauflage beträgt 18.000 Exemplare.